# Onweer

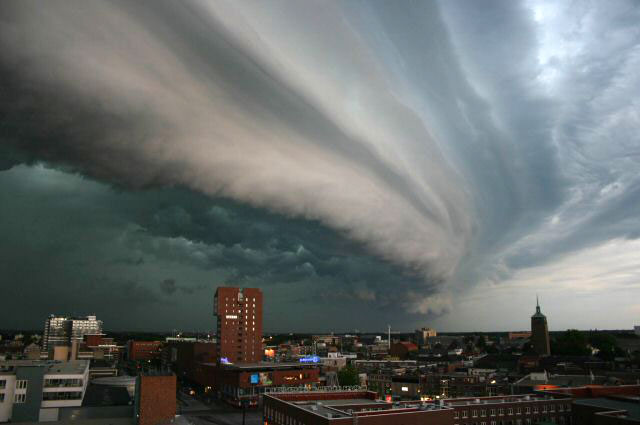
Onweer op komst op 17 juli 2004 in Enschede. Opvallend is de langgerekte shelf cloud, dikwijls een voorbode van hevig noodweer.

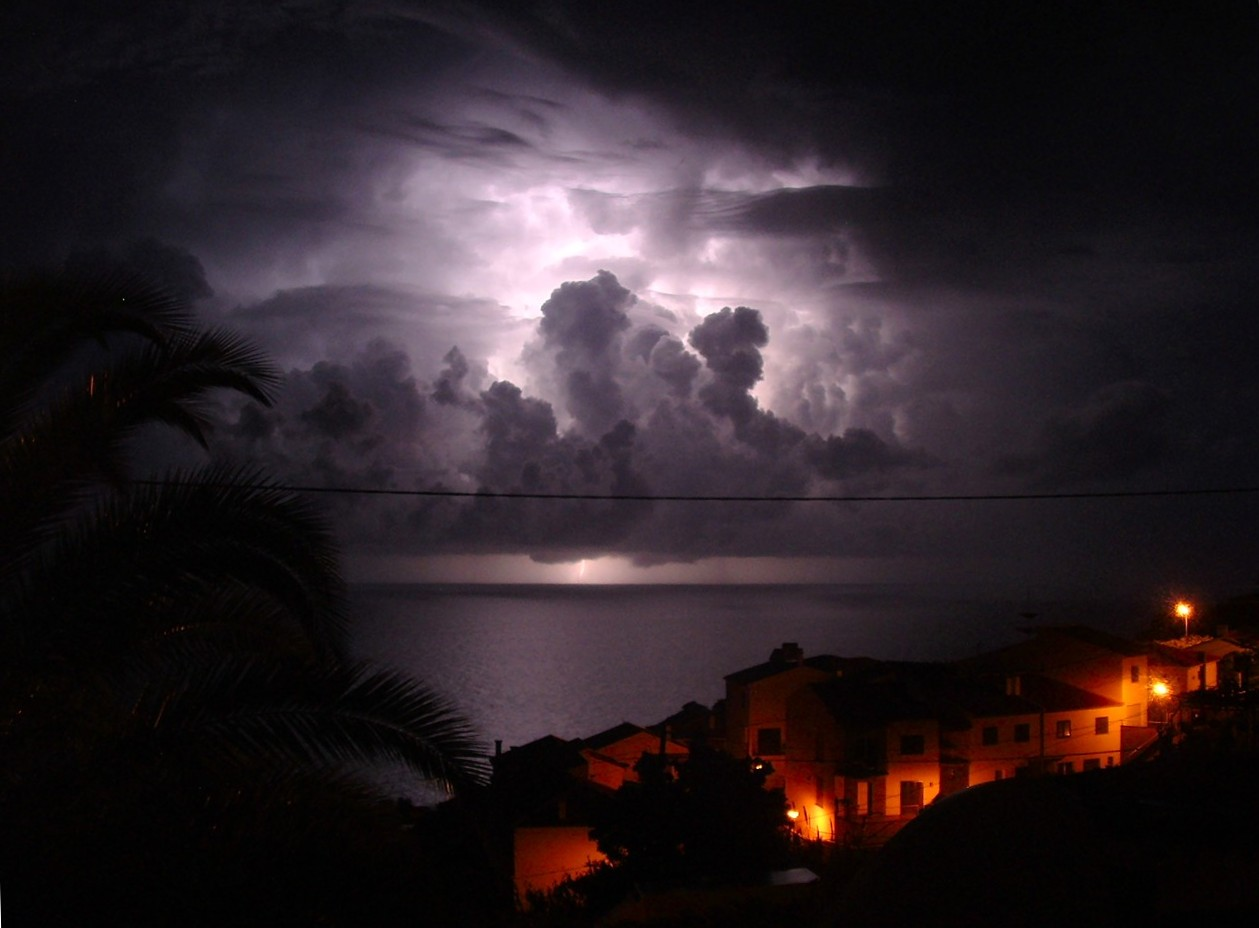
Onweer, Garajau, Madeira

Onweer is een bui of cumulonimbus die gepaard gaat met elektrische ontladingen. Deze ontladingen zijn waarneembaar als een lichtflits – de bliksem – gevolgd door een scherp of dof rommelend geluid – de donder. Onweersbuien zijn wolken waarin een potentiaalverschil is opgebouwd door ladingscheiding. Over het ontstaan daarvan bestaan meerdere theorieën, waarin vooral vaste neerslag een belangrijke rol speelt. Bij droog onweer is de neerslag verdampt voordat deze het aardoppervlak bereikt.
Onweer is waarschijnlijk de generator die de atmosferische elektriciteit in gang houdt.
Onweer komt vrijwel overal ter wereld voor, behalve in de poolstreken. Boven de poolcirkels komt onweer vrij zelden voor. Het meest frequent doet dit weersverschijnsel zich voor in de tropen. In het klimaat van Centraal-Afrika komt onweer meer dan 200 dagen per jaar voor, in Oeganda zelfs op 240 dagen. In Nederland onweert het gemiddeld 21 (noordoosten) tot 34 (omgeving Breda) dagen per jaar.
De activiteit van de onweersbuien kan van plaats tot plaats sterk uiteenlopen. Op de ene plaats kunnen tientallen millimeters regen vallen, terwijl het op enkele kilometers daarvandaan droog blijft. Ook windstoten en hagel kunnen heel lokaal optreden. Van tevoren is moeilijk aan te geven welke gebieden het ergst zullen worden getroffen.
Angst voor onweer heet brontofobie.

## Vorming
Voor de vorming van onweer moet er allereerst sprake zijn van wolkenvorming. Die bewolking moet voldoende ontwikkeld zijn om neerslag te vormen. Die neerslag moet vervolgens voldoende statische elektriciteit opwekken om tot ontlading te komen.

### Wolkenvorming

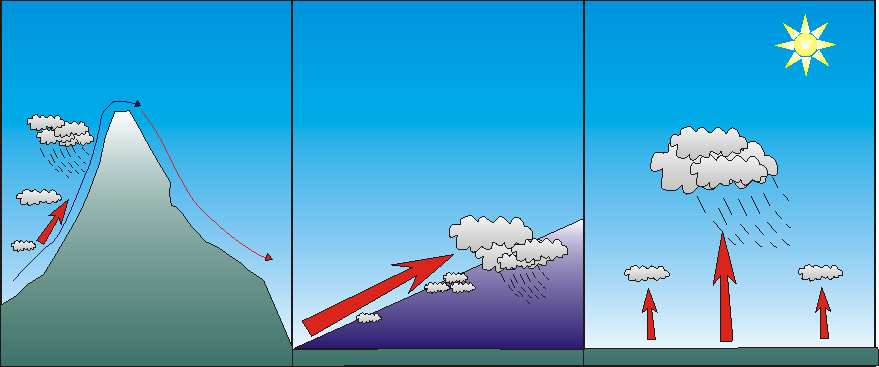
Orografische neerslag, frontale neerslag en convectieve neerslag.

Wolkenvorming is de condensatie rond condensatiekernen van in de lucht aanwezig vocht op enige hoogte van de grond tot wolkenelementen. Deze condensatie treedt op door afkoeling na stijging van lucht.
De opstijgende lucht koelt adiabatisch af en als het dauwpunt bereikt wordt, vindt condensatie plaats. Dit kan een gehele luchtmassa zijn, zoals het geval bij:
- convergentie, het samenstromen van lucht bij lagedrukgebieden en isallobarische minima waardoor deze naar boven uit moet wijken;
- bij een front wordt warme massa of lucht opgetild door koude massa;
- bij orografische wolkenvorming wordt een luchtmassa opgetild door een bergketen.

De wolkensoorten die ontstaan, zijn afhankelijk van de stabiliteit van de lucht, maar zijn bij berghellingen en fronten vaak stratiform.
Daarnaast kan er ook sprake zijn van stijgende lucht door golfbewegingen:
- lopende golven kunnen ontstaan als twee luchtmassa’s over elkaar heen bewegen. In de golf daalt en stijgt de lucht waardoor wolken zich vormen en weer oplossen. Dit zijn undulatuswolken als altocumulus undulatus en stratocumulus undulatus;
- staande golven van het type altocumulus lenticularis kunnen ontstaan aan de lijzijde van bergruggen.

Een derde vorm is plaatselijke opstijging door convectie, het opstijgen van lucht door verwarming van onderin. Dit treedt op in instabiele koude massa, dat is lucht waarvan de temperatuur lager ligt dan die van het oppervlak, de lucht wordt dus onderin verwarmd. Hier stijgt niet de gehele luchtmassa, maar slechts luchtbellen met een grootte van enkele tientallen tot honderden meters. Hieruit ontstaan wolken van het type cumulus en cumulonimbus.

### Neerslagvorming
Dat wolkenelementen kunnen uitgroeien tot neerslagelementen als regendruppels, hagelkorrels en sneeuwvlokken is mogelijk door twee processen, het coalescentieproces dat voornamelijk lichte regen produceert en het Wegener-Bergeron-Findeisen-proces dat stevige buien met regen, hagel en sneeuw tot gevolg kan hebben. Daarnaast is het type bewolking van belang, waarbij in eerste instantie onderscheid wordt gemaakt tussen gelaagde of stratiforme bewolking en convectieve bewolking.
Onweer komt voor bij convectieve bewolking waarin het Wegener-Bergeron-Findeisen-proces zich afspeelt.

#### Wegener-Bergeron-Findeisen-proces

1. -23°C en lager: ijskristallen;
2. tussen -10°C en -15 à -23°C: gemengde zone;
3. tussen 0°C en -10°C: onderkoelde waterdruppels;
4. 0°C en hoger: gewone waterdruppels.

In relatief koude wolken komen onderkoelde waterdruppeltjes en ijskristallen samen voor. Hier speelt zich het Wegener-Bergeron-Findeisen-proces af. Doordat de lucht rond ijs minder waterdamp kan bevatten dan rond de onderkoelde waterdruppeltjes, zal bij verzadigde lucht de damp verrijpen op de ijskristallen. Hierdoor vermindert de hoeveelheid waterdamp en is er sprake van onverzadigde damp. De waterdruppeltjes zullen daarop verdampen waarna het proces zich herhaalt. De aangroeiende ijskristallen kunnen daarna in verschillende vormen als neerslag – regen, sneeuw, hagel of ijsregen – naar beneden komen. Als de neerslag in de wolk als sneeuw begint, dan kan dit op weg naar beneden weer smelten om als regen neer te komen. Komt de regen op zijn tocht naar beneden aansluitend nog eens in een koudere luchtsoort terecht, dan kan de regen weer bevriezen of onderkoeld raken en aansluitend als hagel, korrelsneeuw of ijsregen naar beneden komen.

#### Convectieve bewolking
Convectieve bewolking – cumulus en cumulonimbus – kan een grote verticale ontwikkeling doormaken, soms tot aan de tropopauze. De luchtstromingen zijn veelal meer dan 1 m/s en kunnen in zware buien oplopen tot meer dan 25 m/s. De wolkenelementen kunnen daardoor snel aangroeien, zodat er al zo'n 20 tot 30 minuten na het ontstaan van de wolk intensieve neerslag kan vallen. Door de krachtige verticale luchtbewegingen kunnen ijskristallen meerdere malen omhoog worden gevoerd en aangroeien tot grote hagelstenen. Aangezien de convectie sterker wordt in de zomer, zal er dan meer hagel vallen. In de tropen kunnen zich in de intertropische convergentiezone (ITCZ) in hot towers zelfs dusdanig sterke stijgwinden ontwikkelen dat deze doorschieten in de stratosfeer.

### Ladingscheiding

De rode stapsgewijze voorslag baant zich een weg richting de tegengestelde lading. Zodra het voorontladingskanaal het vangontladingskanaal bereikt, vormt zich de hoofdontlading.

De bliksem en donder waar onweer mee gepaard gaat, kan pas optreden nadat er een groot potentiaalverschil is opgebouwd. Over hoe deze ladingscheiding optreedt, zijn verschillende theorieën, waarvan geen enkele alle verschijnselen tegelijk verklaart.
Een potentiaalverschil in een wolk leidt niet noodzakelijk tot bliksem. Puntontladingen zijn met -100 coulomb/km2/jaar verantwoordelijk voor een veel groter deel van het ladingtransport richting aarde dan bliksem is met -20 coulomb/km2/jaar.
Bliksem ontstaat niet doordat het elektrische potentiaalverschil in de buurt komt van de doorslagspanning. Hoewel de atmosfeer door ionisatie in enige mate elektrisch geleidbaar is, is de weerstand te hoog om honderden meters te overbruggen. Bliksem bestaat dan ook uit een serie van gedeeltelijke ontladingen. Het begint bij lokale ruimteladingen waarbij de veldsterkte sterk afwijkt van het gemiddelde veld. Hierdoor kunnen vonken ontstaan die de lucht ioniseren en daarmee een voorontladingskanaal vormen met dezelfde grote veldsterkte. Dit proces kan zich herhalen met stappen van telkens 50 tot 100 meter met een snelheid van zo'n 150 km/s. Bij de tegengestelde lading kan op dezelfde wijze een vangontladingskanaal ontstaan. Zodra de voorontlading of stapsgewijze voorslag (stepped leader) het vangontladingskanaal bereikt, vormt zich de hoofdontlading of hoofdslag (return stroke) waarbij de lading zich met een snelheid van zo'n 150.000 km/s door het bliksemkanaal beweegt. Door dit kanaal bewegen zich vervolgens meestal nog meerdere ontladingen (re-strikes).

## Soorten onweer
Er zijn verschillende vormen van onweer die samenhangen met de verschillende processen van wolkenvorming. Zo is er convectie-onweer, frontaal onweer, orografisch onweer en advectief onweer. Convectie-onweer of warmteonweer ontstaat boven een sterk verhit aardoppervlak op een warme zomerdag en is vaak een lokaal verschijnsel. In deze thermische lagedrukgebieden kunnen zich grote buiencomplexen ontwikkelen.

### Stadia warmteonweer

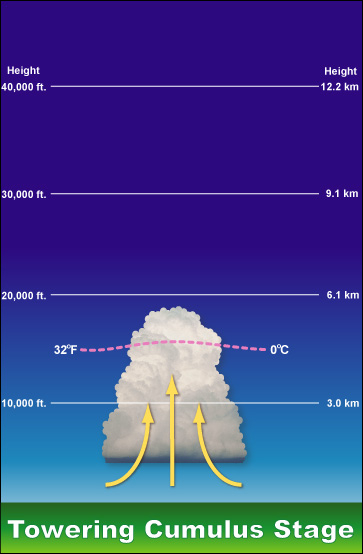
Cumulusstadium.

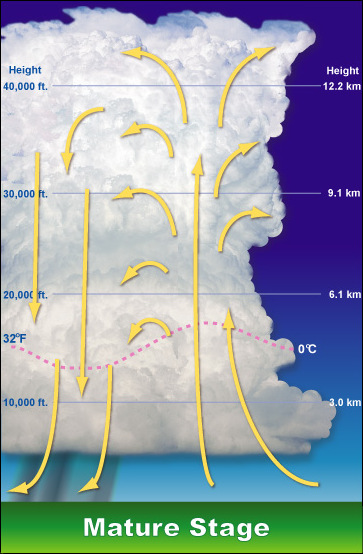
Volwassen stadium.

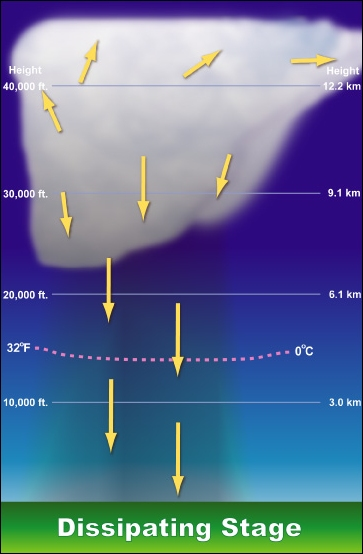
Oplossingsstadium.

Convectie-onweer of warmteonweer ontwikkelt zich in verschillende fasen:
- cumulus- of ontwikkelingsstadium (congestus);
- volwassen of volgroeide stadium;
- oplossings- of uitdovingsstadium.

In het cumulusstadium groeit de cumuluswolk uit tot een cumulonimbus. Deze groei gaat gepaard met stijgende bewegingen met 5-10 m/s van warme lucht.
In het volgroeide stadium zijn neerslagelementen ontstaan die richting het aardoppervlak vallen. Door de wrijving neemt deze neerslag koude lucht mee naar beneden, zodat er zowel stijg- als daalwinden zijn.
In het uitdovingsstadium gaan de daalwinden de stijgwinden overheersen. De koude daalwinden spreiden zich bij het aardoppervlak horizontaal uit, veelal gepaard met windstoten, en snijden daarmee de toevoer van warme vochtige lucht af. Zonder deze voedingsbron regent de bui uit om uiteindelijk op te lossen.
Onweer kan langer aanhouden als de daal- en stijgwinden gescheiden zijn. Zo kunnen systemen ontstaan die uren in stand blijven.

### Eencellig onweer
Eencellig onweer is een enkele buiencel of luchtmassabui die vrij snel tot ontwikkeling komt zonder echte organisatie. Vaak zijn die maar ongeveer 30 minuten actief en zakken dan weer in en worden gewone regenbuien. Enkele buiencellen produceren zelden noodweer en zijn eerder klein in omvang.

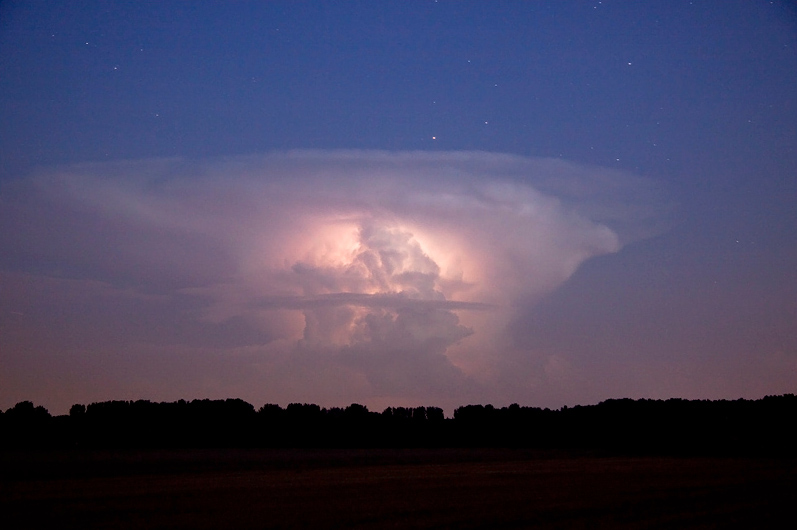
Buiencel van op afstand.
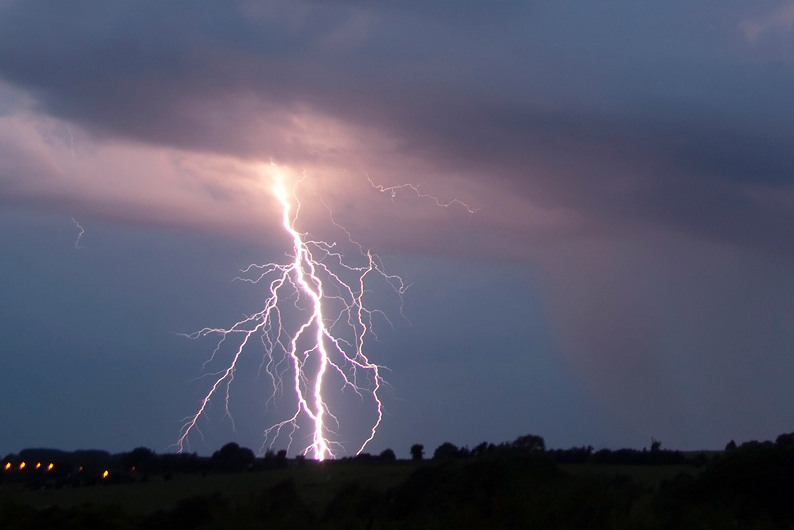
Eerste ontlading uit een nieuwe cel.

### Meercellig onweer

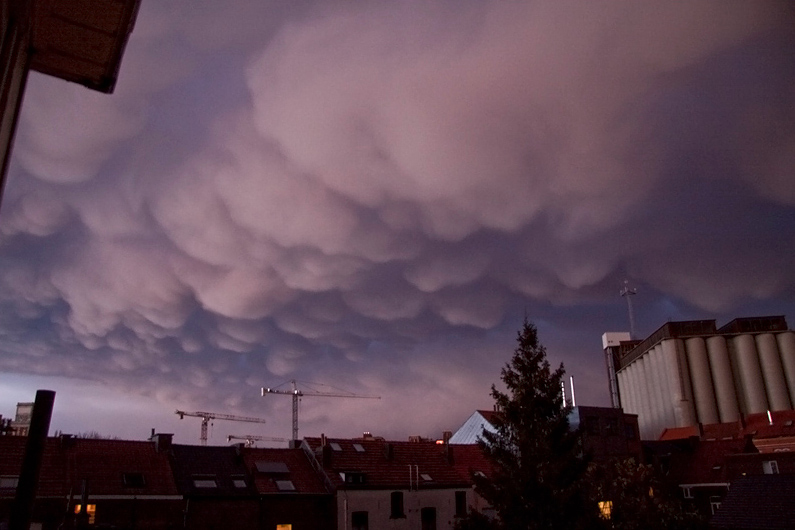
Mammatus, Leuven, België

Een meercellig onweer is een clustering van meerdere buiencellen. Deze zijn meer georganiseerd onweer en een stuk groter in omvang met een langere levensduur. Ze zijn ook krachtiger en kunnen noodweer veroorzaken. Bij dit soort onweders kunnen randverschijnselen, zoals (grote) hagel, grote neerslaghoeveelheden en hevige windstoten optreden. Soms kan aan de voorzijde van zo'n meercellig onweer een shelf cloud te zien zijn.

### Buienlijn

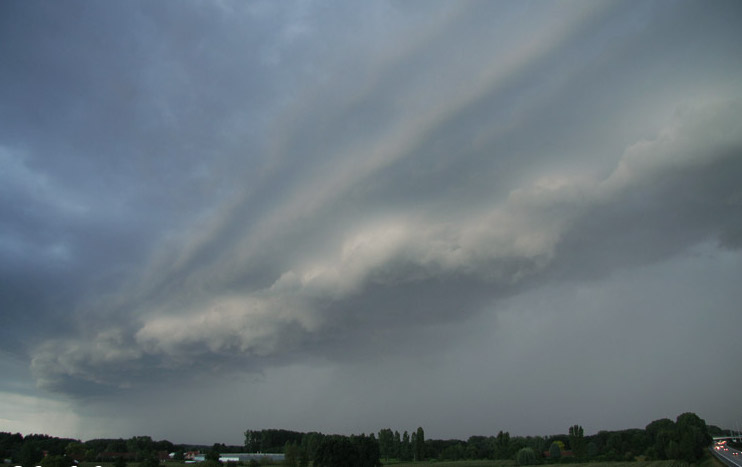
Shelf cloud, Beervelde, België.

Soms kan het onweer ook een lijnvormige vorm aannemen op de radar, de voorkant is meestal scherp afgelijnd en de intensiteit is soms gemeen fel. Dit is een buienlijn en deze kan tientallen tot soms wel 100 km lang zijn en noodweer met zich meebrengen. Meestal wordt een buienlijn voorafgegaan door een shelf cloud. Deze ontstaat doordat de koudere bovenlucht botst op de warmere onderlucht. Een shelf cloud is meestal de scheidingslijn, voor de shelf is het bijna droog. Zodra de shelf cloud overtrekt komt er een felle wind opzetten, outflow. De passage van de wolk wordt gevolgd door heel felle regen, soms met tientallen liters water per vierkante meter tot gevolg. Buienlijnen trekken meestal met een hoge snelheid voorbij. Ze kunnen grote hagel produceren en de bliksemactitiveit kan hoog liggen.

### Supercel
Een supercel is een buitengewoon grote eencellige onweersbui. Een supercel heeft als kenmerk dat het een onweersbui is die door verticale windschering om z'n eigen as draait. Ze hebben vaak een levensduur van meerdere uren en kunnen erg grote neerslaghoeveelheden teweegbrengen, maar kunnen ook grote hagelstenen produceren. Zo vielen er in de nacht van 25 op 26 mei 2009 op bepaalde plaatsen in Oost-Vlaanderen hagelstenen met een diameter van 10 cm. De supercel was eigenlijk ingesloten in een buienlijn, die voor de rest van België voor een enorm hoge bliksemactiviteit zorgde.
Supercellen hebben hun typische vormen met een scherpe stijgstroomkolom en wolkenmuur. De wolkenmuur zuigt vochtige lucht aan van de grond in de cel, inflow.

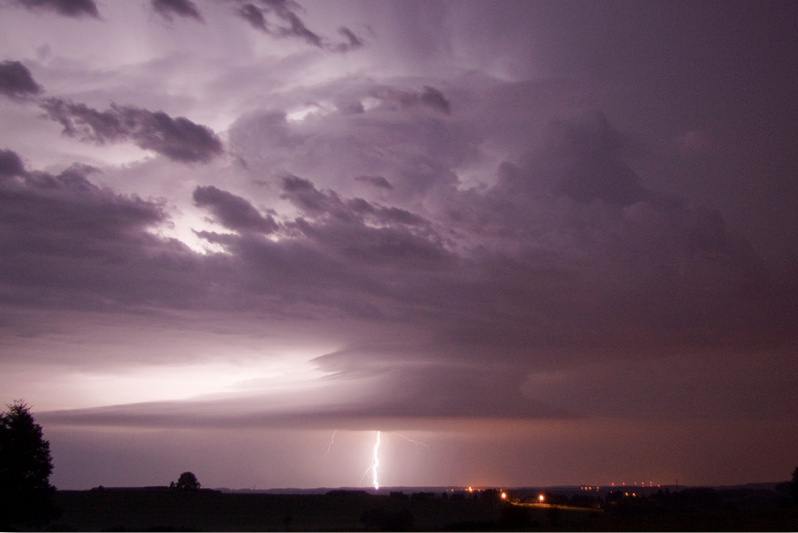
Wolkenmuur van een supercel, België
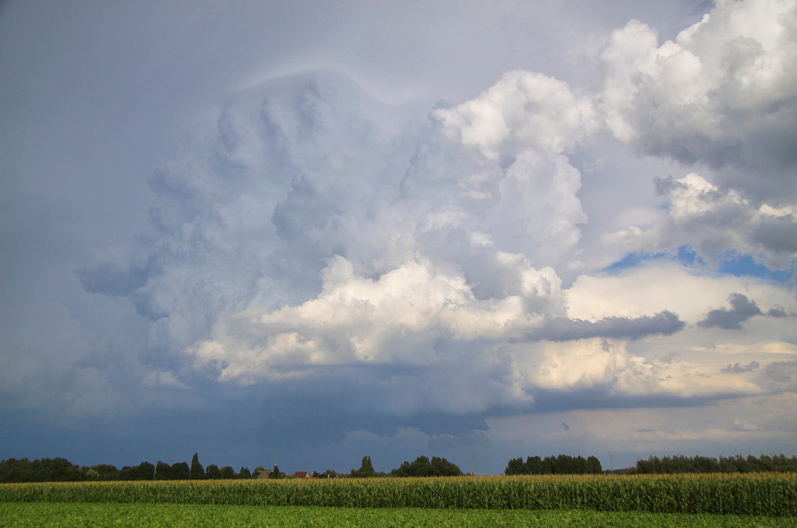
Scherpe stijgstroom, supercel in ontwikkeling, België

### MCS (Meso scale Convective System)
Een MCS is een onweer met een enorme omvang. Die kan soms een diameter hebben van enkele honderden kilometers. Anders dan gewone onweders worden deze gevoed door de nacht. Een gewoon onweer heeft na het ondergaan van de zon eerder de neiging om te gaan inzakken, maar het MCS wint dan net aan kracht. Een MCS brengt vaak veel neerslag met zich mee en kan dus een hele nacht doorgaan.

## Zwaar onweer
Zware onweersbuien zijn meestal het gevolg van een toevallige samenloop van omstandigheden, zoals grote temperatuursverschillen, vochtige lucht en een sterke wind op grote hoogte in de atmosfeer. Bovendien hangt de intensiteit van het onweer af van het tijdstip van de dag waarop de buien passeren. In de zomermaanden is de kans op zware buien in de avond en het begin van de nacht in het algemeen het grootst.
Bij (opkomend) zwaar onweer met soms ieder seconde een bliksemflits, kan het heftig tekeergaan en kunnen plotselinge windvlagen, slagregens en hagel optreden. Zware onweersbuien ontstaan in een vochtig overgangsgebied van zeer warm (tropisch) naar veel kouder weer. Tijdens zo'n bui kan de temperatuur in minder dan een half uur 10 tot 15°C dalen. De buien worden het hevigst als er op grote hoogte in de atmosfeer een zeer sterke wind staat (straalstroom).
De buienwolken kunnen uitgroeien tot ongeveer 15 kilometer hoogte (tropopauze) en bevatten een enorme hoeveelheid onderkoeld water en op grote hoogte ijskristallen, waardoor ze veel neerslag kunnen opleveren. Sommige buien leveren meer dan tien millimeter in een half uur op. In zo'n wolkencomplex met sterk stijgende en dalende luchtstromingen hebben de druppels een lange weg te gaan voor ze het aardoppervlak bereiken. Daardoor kunnen ze almaar groter worden en dat verklaart de flinke druppels of hagelstenen die uit een zware bui vallen. Zware onweersbuien kunnen hagelstenen zo groot als tennisballen produceren. Het is duidelijk dat de aanwezigheid van zwevend fijnstof mede bepalend is voor de water-gerelateerde schade van onweersbuien.

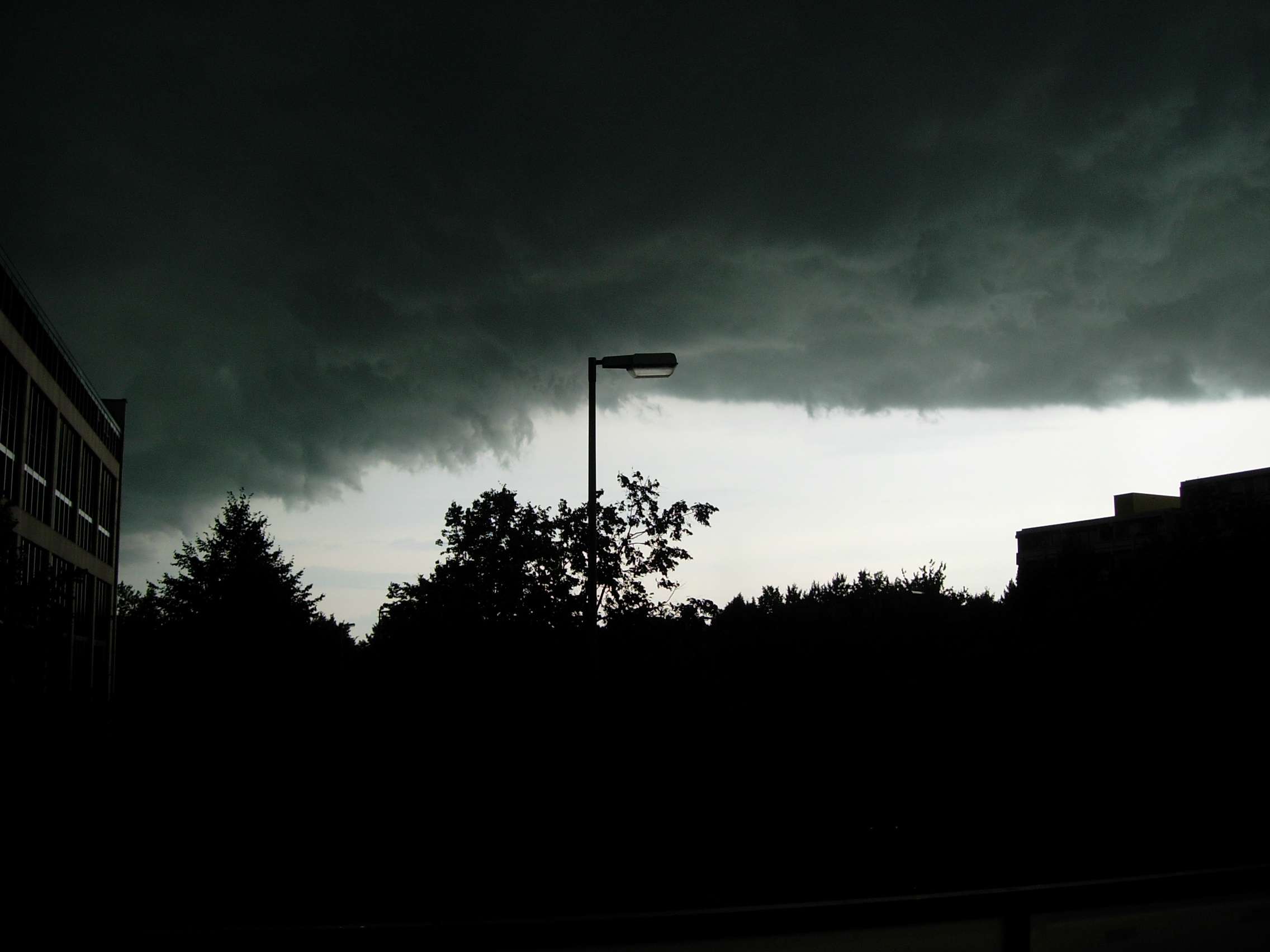
Arcus in München, Juli 2005

Buien groeperen zich vaak langs lijnen, die worden voorafgegaan door windstoten. Het gevaarlijke weer is in de lucht te herkennen aan buidelvormige (mammatus) wolken aan de rand van het buiengebied. De wind kan al opsteken als de eigenlijke bui nog tientallen kilometers verwijderd is, wat zeer verraderlijk is.
Bijzonder zware buien worden soms voorafgegaan door een rolwolk, een indrukwekkende, scherp begrensde wolkenbank, die inktzwart kan zijn. Ook overdag kan het dan aardedonker worden. Een rolwolk wordt vergezeld door enorme en plotselinge windstoten, ten gevolge van de dalende wind vanuit de buien wolk, van soms 100 tot 150 kilometer per uur. Het roterende karakter van de stijgstromen kan windhozen veroorzaken, maar vaak blijft het bij een begin van hoosvorming in de lucht. Reikt de slurf wel tot de grond, dan is schade onvermijdelijk. De slurf wordt ook wel funnelcloud genoemd.

## Geluid

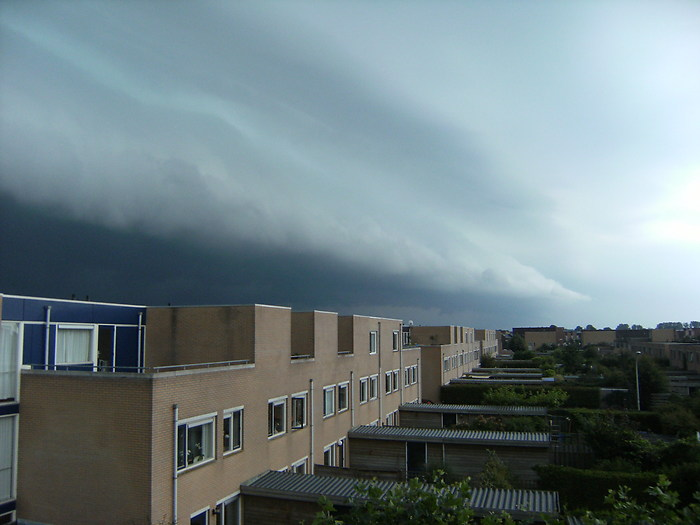
Zwaar onweer kondigt zich aan met een shelf cloud, in Zwolle op 26 juli 2008

De knal bij de bliksemflits ontstaat doordat de lucht binnen het pad van de vonk sterk verhit wordt en uitzet. De snelle en plotselinge uitzetting van de lucht veroorzaakt een flinke schokgolf die hoorbaar is als donder.
Uit de tijd die verstrijkt tussen bliksem en donder kan men afleiden of het onweer nabij is. Het geluid legt in drie seconden een afstand van ongeveer één kilometer af. Als de donderklap binnen 10 seconden na de bliksemontlading te horen is dan is de betreffende ontlading op ongeveer 3 kilometer afstand. Daar buien zich over vele vierkante kilometers kunnen uitstrekken, geeft dit geen directe indicatie van de afstand van de bui, daar de ontladingen zich op verschillende plaatsen onder de wolk kunnen voordoen. De afstand waarop men onweer kan waarnemen is vrij groot. De bliksem kan men bij helder weer tot zo'n 150 à 200 km afstand nog zien. Op grote afstanden kan de bliksem op grote hoogte in volle duisternis nog gezien worden. De donder kan - afhankelijk van de weerkundige omstandigheden en andere geluiden - tot op ongeveer 25 km afstand gehoord worden.
Als het onweer erg dichtbij is hoort men alleen een scherpe knal. Als het onweer ver weg is hoort men een gedempt, maar wel langdurig donderen en narommelen. Dit verschil komt door drie effecten:
- De geluidsabsorptie van de atmosfeer en de bodem. Over grote afstanden worden de hogere frequenties van het geluid geabsorbeerd, zodat alleen de lage frequenties overblijven. De scherpe knal bevat ook veel hoge frequenties, die als het onweer verder weg gehoord wordt, zijn geabsorbeerd.
- De nagalm. Ook in de openlucht treden echo's op, waardoor de eenmalige knal verandert in een langdurig donderen.
- Omdat geluid zich relatief langzaam voortplant en het bliksemkanaal soms kilometers lang is, hoort men niet één klap, maar het geluid achter elkaar van steeds verder van het waarnemingspunt gelegen punten van het kanaal.

## Onweer zien aankomen

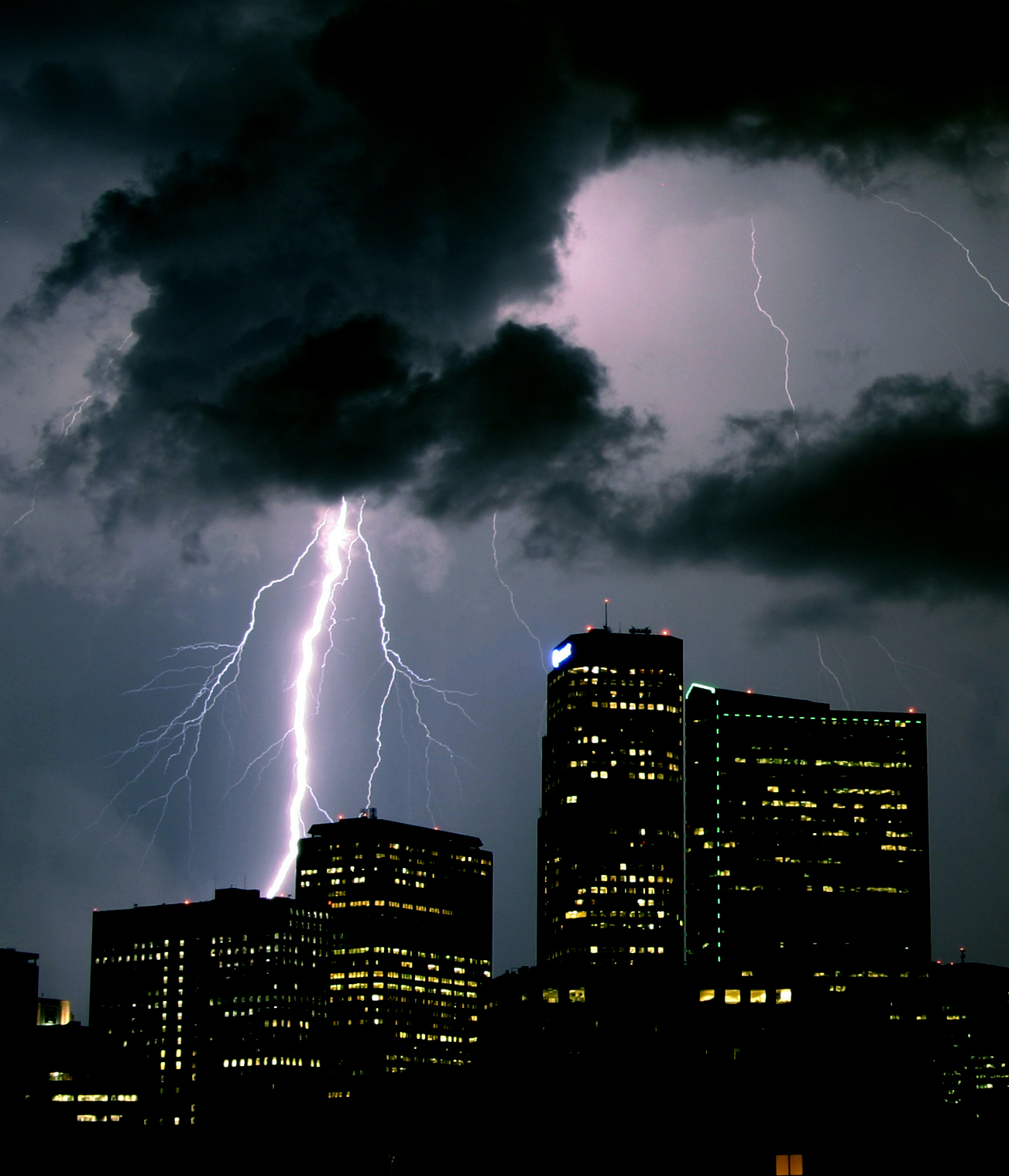
Onweer in Denver

Het onweert meestal als er grijze stapelwolken ontstaan. Het kan ook ontstaan als het onbewolkt is. Als bijvoorbeeld de strepen van vliegtuigen langzaam oplossen of uitdijen of als de lucht vol raakt met windveren gaat het meestal mis. Opbollende stapelwolken luiden in veel gevallen een weersverandering in, zeker als ook de wind aantrekt en ook de hoeveelheid bewolking toeneemt. De typische onweerswolk wordt cumulonimbus genoemd. Ook wanneer de temperatuur 's avonds aan het eind van een zomerdag niet daalt is dit een sterke aanwijzing dat het 's nachts gaat onweren.
Onweerskansen verraden zich soms al een dag tevoren door wolken die het uiterlijk hebben van een langgerekte bank met opbollende torentjes van kastelen (Altocumulus castellanus). Soms is die bewolking 's ochtends al te zien waarna de lucht weer helemaal opklaart. Vaak is dat dan maar tijdelijk en ontwikkelen zich in de middag of avond stapelwolken die uitgroeien tot onweersbuien. De kans op onweer is dan ook het grootst. In berggebieden vormen de buienwolken zich meestal eerst bij de toppen, terwijl in het dal de zon nog blijft schijnen.

## Schuilen voor onweer
Het grootste gevaar gaat uit van de bliksem, zie aldaar voor veiligheidsadviezen. Daarnaast kan men getroffen worden door rondvliegende voorwerpen als dakpannen en takken. Met name in dalen bestaat het risico van plotselinge overstromingen.

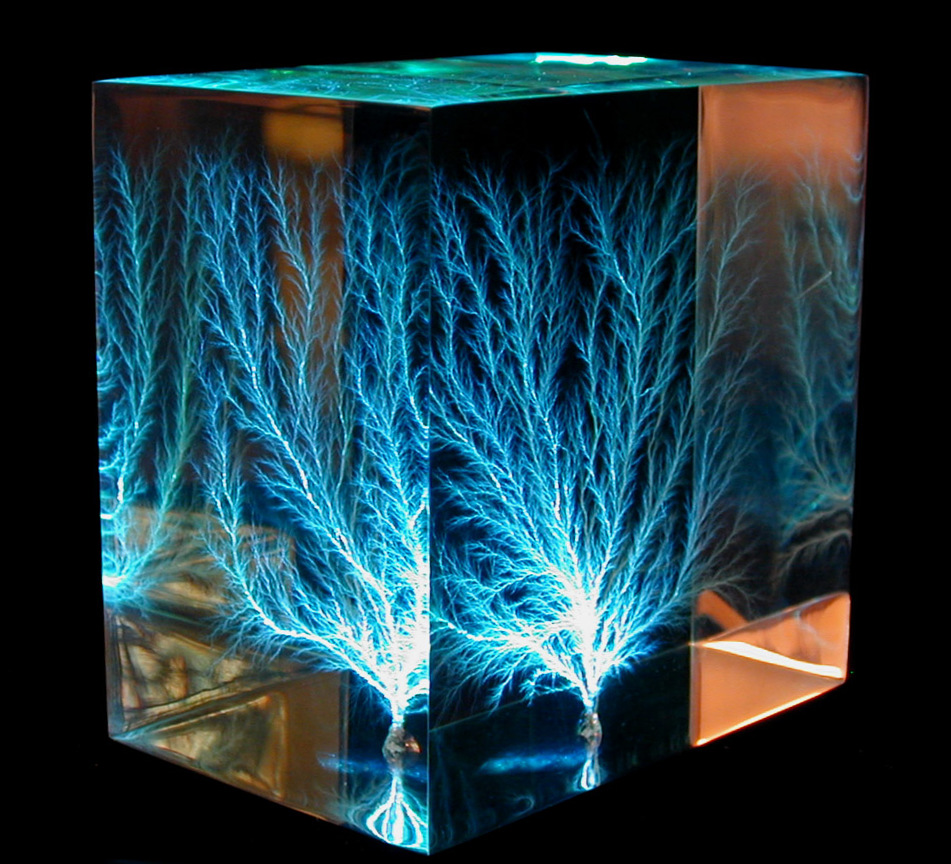
Lichtenbergpatronen

## Record
Bogor (Indonesië) is de stad die het meest werd getroffen door onweersbuien. In 1916 waren er op 322 dagen van het jaar onweersbuien.

## Onweerjagers
Er zijn mensen die voor de kick achter onweersbuien aanrijden. Zij worden onweerjagers of stormchasers (veelal in de Verenigde Staten) genoemd. Ze hebben meestal honderden kilometers over voor de zwaarste bui in een lijn of voor onweer ver weg van hun woonplaats.

## Symbolen
De volgende symbolen worden gebruikt op weerkaarten:
| Symbolen | Nr. | Beschrijving                                                                                                  |
| -------- | --- | --- |
|          | 13  | Bliksem zonder donder                                                                                         |
|          | 17  | Onweer op afstand met hoorbare donder en zonder neerslag                                                      |
|          | 29  | Onweer in het afgelopen uur                                                                                   |
|          | 91  | Onweer in het afgelopen uur en lichte regen op het moment van waarneming                                      |
|          | 92  | Onweer in het afgelopen uur en matige of zware regen op het moment van waarneming                             |
|          | 93  | Onweer in het afgelopen uur en lichte sneeuw, regen en sneeuw, of hagel op het moment van waarneming          |
|          | 94  | Onweer in het afgelopen uur en matige of zware sneeuw, regen en sneeuw, of hagel op het moment van waarneming |
|          | 95  | Licht of matig onweer met regen, sneeuw, of regen en sneeuw                                                   |
|          | 96  | Licht of matig onweer met hagel of korrelsneeuw                                                               |
|          | 97  | Zwaar onweer met regen of sneeuw                                                                              |
|          | 98  | Onweer met een stof- of zandstorm                                                                             |
|          | 99  | Zwaar onweer met hagel of korrelsneeuw                                                                        |